# وانگ شون
وانگ شون (انگلیسی: Wang Shun؛ زادهٔ ۱۱ فوریهٔ ۱۹۹۴) یک شناگر اهل جمهوری خلق چین است.
از افتخارات وی میتوان به کسب مدال برنز ۴×۲۰۰ متر آزاد امدادی در مسابقات جهانی ورزش‌های آبی ۲۰۱۳ و مدال برنز ۲۰۰ متر انقرادی مختلط در مسابقات جهانی ورزش‌های آبی ۲۰۱۵ اشاره کرد.